# نادي الاتفاق موسم 2019–20
سيكون موسم 2019–20 الموسم الحادي والأربعين غير المتتابع لنادي الاتفاق في دوري المحترفين السعودي والموسم الرابع والسبعين في الوجود. وسيشارك النادي في دوري المحترفين وكأس الملك. ويغطي الموسم الفترة من 1 يوليو 2019 إلى 30 يونيو 2020.

## اللاعبون

### معلومات التشكيلة
آخر تحديث 12 يوليو 2019.
ملاحظة: تشير الأعلام إلى المنتخب الوطني على النحو المحدد في قواعد الأهلية للفيفا. قد يحمل اللاعبون أكثر من جنسية واحدة غير تابعة للفيفا.
| الرقم | البلد                  | المركز | اللاعب                            |
| ----- | ---------------------- | ------ | --------------------------------- |
| 2     | السعودية               | مدافع  | Ali Masrahi                       |
| 3     | السعودية               | مدافع  | Ahmed Al Muhaimeed                |
| 5     | تونس                   | مدافع  | أسامة الحدادي                     |
| 6     | السعودية               | وسط    | إبراهيم محنشي                     |
| 7     | السعودية               | وسط    | محمد الكويكبي                     |
| 8     | السعودية               | وسط    | حامد الغامدي (لاعب كرة قدم سعودي) |
| 9     | السعودية               | مهاجم  | هزاع الهزاع                       |
| 10    | البرازيل               | وسط    | روجيريو كوتينيو                   |
| 11    | السعودية               | وسط    | علي هزازي                         |
| 12    | السعودية               | مدافع  | Hussein Qassem                    |
| 13    | تونس                   | وسط    | نعيم سليتي                        |
| 14    | سلوفاكيا               | وسط    | فيليب كيس                         |
| 15    | السعودية               | وسط    | صالح العمري                       |
| 17    | السعودية               | مدافع  | صالح القميزي                      |
| 18    | جمهورية إفريقيا الوسطى | مدافع  | سيدريك يامبيري                    |

| الرقم | البلد    | المركز | اللاعب                |
| ----- | -------- | ------ | --------------------- |
| 19    | السنغال  | مهاجم  | سوليمان دوكارا        |
| 20    | السعودية | وسط    | ماجد النجراني         |
| 22    | السعودية | حارس   | عبد الله البحري       |
| 25    | السعودية | مدافع  | سعيد الربيعي          |
| 27    | السعودية | وسط    | فواز الطريس           |
| 30    | السعودية | حارس   | عبد الله الصالح       |
| 34    | السعودية | مدافع  | علي الخيبري           |
| 35    | السعودية | حارس   | محمد الحايطي          |
| 50    | السعودية | مدافع  | سعد آل خيري           |
| 60    | السعودية | حارس   | Abdulkareem Al-Jayaan |
| 70    | السعودية | مدافع  | عبد الله الخطيب       |
| 88    | السعودية | وسط    | سعد السلولي           |
| 90    | السعودية | وسط    | Hisham Al-Farhan      |
| 92    | الجزائر  | حارس   | رايس مبولحي           |
| 93    | السعودية | مدافع  | عمر السنين            |

### الخروج في إعارة
ملاحظة: تشير الأعلام إلى المنتخب الوطني على النحو المحدد في قواعد الأهلية للفيفا. قد يحمل اللاعبون أكثر من جنسية واحدة غير تابعة للفيفا.
| الرقم | البلد    | المركز | اللاعب                                        |
| ----- | -------- | ------ | --------------------------------------------- |
| 47    | السعودية | وسط    | Ahmed Al-Dohaim (في الكوكب حتى 30 يونيو 2020) |

| الرقم | البلد    | المركز | اللاعب                                             |
| ----- | -------- | ------ | -------------------------------------------------- |
|       | السعودية | وسط    | عبد العزيز رشيد مجرشي (في الحزم حتى 30 يونيو 2020) |